# Podlas (Rączna)
Podlas – część wsi Rączna w Polsce, położona w województwie małopolskim, w powiecie krakowskim, w gminie Liszki.
W latach 1975–1998 Podlas administracyjnie należał do województwa krakowskiego. 